# Penza Cup 2011
Il Penza Cup 2011 è stato un torneo professionistico di tennis maschile giocato sul cemento. È stata la 6ª edizione del torneo, che fa parte dell'ATP Challenger Tour nell'ambito dell'ATP Challenger Tour 2011. Si è giocato a Penza in Russia dal 18 al 24 luglio 2011.

## Partecipanti

### Teste di serie
| Nazionalità | Giocatore            | Ranking* | Testa di serie |
| ----------- | -------------------- | -------- | -------------- |
| Kazakistan  | Michail Kukuškin     | 67       | 1              |
| Russia      | Aleksandr Kudrjavcev | 145      | 2              |
| Slovacchia  | Lukáš Lacko          | 146      | 3              |
| Russia      | Konstantin Kravčuk   | 148      | 4              |
| Irlanda     | Conor Niland         | 173      | 5              |
| Svizzera    | Marco Chiudinelli    | 208      | 6              |
| Israele     | Amir Weintraub       | 211      | 7              |
| Spagna      | Arnau Brugués-Davi   | 214      | 8              |

- Ranking all'11 luglio 2011.

### Altri partecipanti
Giocatori che hanno ricevuto una wild card:
- Timur Alšin
- Il'ja Škonja
- Anton Manegin
- Vitalij Rešetnikov

Giocatori che sono passati dalle qualificazioni:
- Viktor Baluda
- Vitalij Kačanovskij
- Dmitrij Sitak
- Anton Zajcev

## Campioni

### Singolare
Arnau Brugués-Davi ha battuto in finale  Michail Kukuškin con il punteggio di 4–6, 6–3, 6–2

### Doppio
Arnau Brugués-Davi /  Malek Jaziri hanno battuto in finale  Serhij Bubka /  Adrián Menéndez Maceiras con il punteggio di 6(6)–7, 6–2, [10–8]